# Смірнов Ростислав Володимирович
Ростислав Володимирович Смірнов (народився 31 серпня 1992 р. с. Ясениця-сільна, Львівська область, Україна) — український громадський діяч, підприємець, політичний експерт, юрист, радник Міністра внутрішніх справ України з 2021 р.

## Життєпис
Народився 31 серпня 1992 року в селі Ясениця Львівської області у родині мами-кухаря та батька-будівельника. Одружений з 2016 р., дружина — Вікторія Смірнова. Має сина Володимира, 2017 р.н.
У 2022 році разом з громадським діячем, екс-радником Міністра внутрішніх справ України, екс-радником голови Офісу Президента України Віктором Андрусівим створив добровольчий будівельний батальйон "Добробат - добровольчий будівельний батальйон". Амбасадором "Добробату" є Народний депутат України Володимир Крейденко.
"Добробат" став першим добровольчим об'єднанням, який допоміг Ірпінській міській раді розібрати завали приватних та багатоповерхових будинків Ірпеня після бойових дій на Київщині у 2022 році. Загалом "Добробат" об'єднав 39000 добровольців з усіх регіонів України і наразі відновлює постраждале внаслідок російської агресії житло в 5 областях України.
13 жовтня 2022 року засновники проєкту «Добробат» Ростислав Смірнов та Віктор Андрусів спільно з засновницею проєкту «Made in Ukraine» Юлією Савостіною оголосили про започаткування волонтерського руху «Зігрій!», мета якого – забезпечити якомога більше захисників України в холодних окопах теплим в’язаним одягом.
Розмовляє українською та англійською мовами.

## Освіта
З 1998 по 2009 рік навчався в середній загальноосвітній школі І-III ступенів c. Попельні Дрогобицького району  Львівської області.
З 2009 по 2014 рік навчався в Харківському національному університеті внутрішніх справ за спеціальністю «Правознавство» та здобув кваліфікацію «бакалавр права».
З 2021 по 2023 рік навчався в  Національній академії внутрішніх справ, за спеціальністю «Публічне управління та адміністрування».
Служив у Національній гвардії України.

## Кар'єра
- З 2015 року – фізична особа-підприємець Смірнов Ростислав Володимирович розвиває бренд «Digital Nation», команда якого займається розробкою маркетингових стратегій для просування бізнесу в мережі інтернет.[3]

- З 2016 по 2021 рік – засновник та керівник освітнього проєкту для молоді та громадських діячів «Центр політико-правової освіти». Центром було реалізовано 9 всеукраїнських освітніх програм, до яких було долучено 150000 осіб з усіх регіонів України.

- Серпень 2018 року — Експерт Українського Інституту майбутнього (Ukrainian Institute for the Future)[4]

- З 2020 року – співзасновник та СЕО ТОВ «Айбьюті» - IT-стартапу для beauty індустрії. На сьогодні ТОВ «Айбьюті» - це маркетплейс та CRM-система ibeauty.ua, додаток для б’юті-майстрів та салонів краси, який у 2024 році отримав гранти на 25000$ та 50000$ від USF. [5]

- З 2021 року – співзасновник та СЕО ТОВ «Тугезер.юа» - інноваційного маркетплейса спільних покупок в Україні на базі штучного інтелекту. У перших пів року роботи, на цьому стартапі було понад 300 продавців, понад 20000 товарів та продано товарів на майже 100000000 грн.

- З 2021 по 2023 роки – співзасновник та СЕО ТОВ «Київська школа державного управління ім. Сергія Нижного», який здійснює впровадження комплексної системи навчання політичного управління для активних представників бізнесу, громадських діячів та активної молоді. У Київський школі державного управління ім. Сергія Нижного пройшли навчання понад 2000 тисяч людей та зайняли керівні посади в органах державної влади та місцевого самоврядування.[6]

- Квітень 2021 року — Засновник компанії «Smartdostavka»

- З 2022 по 2023 рік працював радником Міністра внутрішніх справ України, де займався протидією російській пропаганді, створенням добровольчих пожежних команд, організацією волонтерської допомоги ДСНС у розборах завалів після ворожих обстрілів, забезпеченням новим спецтранспортом рятувальників. Також був одним із координаторів проєкту «Ищи своих» Інформаційного штабу МВС, який мав на меті деморалізувати ворожі війська та зібрати базу даних військовослужбовців рф, що воювали на території України.[7]

- Квітень 2022 р. — Виконавчий директор в благодійному фонді «Лазар»[8].

## Політика
Засновник та керівник громадської організації “Центр політико-правової освіти”. Засновник проєктів у сфері політології і політичного піару.
Працював з кандидатами у президенти України, з депутатами Верховної Ради України і місцевих рад. Через його проєкти пройшло понад 5 тисяч людей, серед яких народні депутати, міністри, активісти і підприємці.

## Громадська та волонтерська діяльність
Всеукраїнський волонтерський проєкт «Добробат»
У квітні 2022 Ростислав Смірнов разом з військовослужбовцем Віктором Андрусівим заснували громадську організацію «Добробат».  «Добробат» - це добровольчий будівельний батальйон, який допомагає постраждалим у нагальному відновленні житла та об’єктів соціальної інфраструктури на деокупованих територіях. «Добробат» зосереджується на первинній відбудові пошкоджених будівель. Першочергове завдання проєкту — «fast recovery», тобто швидке відновлення: перекриття зруйнованого даху, ремонт побитих вікон, підмурування пошкоджених стін. Осередки волонтерського руху є у Київській, Чернігівській, Сумській, Харківській, Миколаївській, Запорізькій, Одеській, Івано-Франківській та Херсонській областях. 
Всеукраїнський волонтерський проєкт «Прихисток» 
Проєкт «Прихисток» був заснований 24 лютого 2022 року, в перший день повномасштабного вторгнення Росії в Україну. Ростислав разом з друзями та командою створив цей портал, щоб допомогти українцям знайти тимчасове житло в більш безпечних куточках України та за її межами. Завдяки цьому проєкту понад 1 мільйон людей отримали змогу знайти прихисток у складний для країни час. Понад 1 000 000 українців знайшли тимчасові домівки саме через проєкт «Прихисток» Уряд України підтримав цю ініціативу та в результаті запровадив компенсацію комунальних послуг для українців які надали домівки для ВПО. 
Благодійний фонд «Лазар» 
Благодійний фонд «Лазар», виконавчим директором якого є Ростислав Смірнов  з 24 лютого 2022 року, з перших днів своєї діяльності допомагає воїнам, які захищають Україну від загарбників. Разом із благодійниками та всіма, хто будь-яким чином долучається до допомоги, фонд забезпечує найнеобхіднішим українських воїнів у всіх силових структурах – це Збройні Сили України, Національна гвардія України, Державна прикордонна служба України, Державна служба України з надзвичайних ситуацій, Національна поліція України.
Разом з командою БФ «Лазар» Ростислав Смірнов координував реалізацію проєктів, результатом яких стало залучення та організація понад 1000 волонтерів для допомоги Збройним силам України, Національній гвардії України, Національній поліції України, Державній службі надзвичайних ситуацій; залучення понад 50 000 000 грн благодійної допомоги, коштом яких придбали сотні генераторів, десятки тепловізорів, дронів, прицілів та іншого обладнання та приладдя для військових.
Зокрема, Ростислав Смірнов разом з командою БФ «Лазар» реалізували наступні проєкти:
- Благодійний проєкт «Car4army»[16]

З лютого 2022 року передано на потреби армії понад 1000 автомобілів – пікапи, джипи, буси, вантажні автомобілі, карети швидкої допомоги. Нам вдалось організувати централізований збір авто в Європі від людей які хотіли допомогти пожертвувавши авто, також залучили бізнес, з яким побудували довготривале партнерство та є компанії які щомісячно закуповують автомобілі та передають їх через наш проєкт. Залучили 30 000 000 грн на покупку авто, ремонти, паливо. Але все ж таки більшість авто це пожертви від європейців, українців та українських підприємств.
- Благодійний проєкт «Надія для наших героїв» [17]

Завдяки реалізації цього проєкту 20 захисників отримали протези кінцівок в Україні та країнах ЄС.
- Благодійна акція «Зв’язок надії»[18]

Під час благодійної акції «Зв’язок надії» проведено акцію по збору мобільних телефонів для українців з деокупованих територій (Київської, Чернігівської, Сумської та Харківської областей); зібрано та передано понад 3000 мобільних телефонів.
- Благодійна акція «Кошик насіння»[19]

Під час акції «Кошик насіння» було сформовано та передано кошики зі стандартним набором насіння овочів для українців з деокупованих територій (Київської, Чернігівської і Сумської областей). Загалом, вдалось зібрати та передати понад 1000 кошиків.

## Кінематографічні ініціативи
Ініціатор створення документального фільму “Незавершений політ”, присвяченого загиблому очільнику Міністерства внутрішніх справ України Денису Монастирському. Прем’єра фільму відбулася 18 січня 2024 року. Стрічка була показана на 10 провідних телеканалах України (загальне охоплення склало 6,5 млн глядачів). Стрічка отримала відзнаку “Фільм-номінант” національного кінофестивалю “Cinema Viktory” (2024). 

## Нагороди
- 2022 рік - Нагороджений Президентом України Володимиром Зеленським орденом "За заслуги" ІІІ ступеня[21]
- 2022 рік - Грамота від Міністерства внутрішніх справ України за зразкове виконання посадових обов’язків, особисту ініціативу і самовідданість, високий професіоналізм [22]
- 2022 рік - Подяка Ірпінського міського голови за вагомий особистий внесок у відбудову міста Ірпінь Київської області
- 2022 рік - Подяка громадської організації "Фонд відновлення Ірпеня" за організацію волонтерського руху по відбудові Ірпінської громади.
- 2023 рік - Медаль “За заслуги перед містом Ірпінь” від Ірпінської міської ради Бучанської громади Київської області.
- 2023 рік - Відзнака ПЦУ “За жертовність і любов до України”